# 卡萨莱-迪斯科多西亚
卡萨莱-迪斯科多西亚（義大利語：Casale di Scodosia）是意大利威尼托大区帕多瓦省的一个市镇。总面积21.22平方公里，人口4887人，人口密度230.3人/平方公里（2009年）。国家统计（ISTAT）代码为028027。